# Afro Celt Sound System
Afro Celt Sound System – zespół łączący nowoczesną muzykę taneczną (trip hop, techno, itp.) z wpływami muzyki celtyckiej i afrykańskiej. Został założony przez producenta i gitarzystę Simona Emmersona jako supergrupa world music z udziałem wielu gościnnych artystów.
Ich albumy są wydawane przez wytwórnię Real World Records Petera Gabriela, będąc najlepiej sprzedającymi się (poza płytami Petera Gabriela). Występy na żywo stały się wizytówką festiwalów WOMAD. Z wytwórnią Real World podpisali kontrakt na 5 albumów, z których Anatomic wydany w 2005 był ostatnim.
W 2003 zmienili nazwę na krótszą (Afro Celts), jednak w kolejnych użyto ponownie długiej nazwy (decyzja była związana z rozpoznawalnością marki Afro Celt Sound System).

## Skład
Kiedy zespół rozpoczynał karierę w połowie lat 90. w Real World Records nie rozróżniano artystów gościnnych i członków grupy – poniższy zestaw wykonawców jest najczęściej kojarzony z nazwą  zespołu:
- Simon Emmerson (gitara, producent)
- N'Faly Kouyate (kora, balafon, n'goma, wokal)
- Moussa Sissokho (djembe, talking drum)
- James McNally (bodhrán, akordeon, tin whistle)
- Johnny Kalsi (dhol)
- Iarla Ó Lionáird (wokal)
- Emer Mayock (tin whistle, flet, dudy)
- Martin Russell (klawisze, produkcja, inżynieria, programming)

### Współpracujący z Afro Celt Sound System
Peter Gabriel, Robert Plant, Pete Lockett, Sinéad O’Connor, Caroline Lavelle, Pina Kollar, Dorothee Munyaneza, Sevara Nazarxon, Simon Massey, Jesse Cook, Martin Hayes, Eileen Ivers, Mundy, Demba Barry, Mairéad Ní Mhaonaigh i Ciarán Tourish z Altan, Ronan Browne, Michael McGoldrick, Myrdhin, Shooglenifty, Mairead Nesbitt oraz Ayub Ogada.

## Dyskografia
- Volume 1: Sound Magic (1996)[4]
- Volume 2: Release (1999)[3]
- Volume 3: Further in Time (2001)[1]
- Seed (2003)[2]
- Pod (2004)[6]
- Volume 5: Anatomic (2005)[5]
- Capture: 1995-2010 (2010)
- The Source (2016)[7]